# Transition Minimized Differential Signaling
 (juin 2021).
Si vous disposez d'ouvrages ou d'articles de référence ou si vous connaissez des sites web de qualité traitant du thème abordé ici, merci de compléter l'article en donnant les références utiles à sa vérifiabilité et en les liant à la section « Notes et références ».

Transition Minimized Differential Signaling (TMDS) est une technologie qui permet la transmission en série de données à très haute vitesse et qui est utilisée par les interfaces vidéos HDMI et DVI.

Schéma d'une interface vidéo/graphique utilisant la TMDS pour la transmission du signal. Les spécifications concrètes sont par exemple l'interface visuelle numérique (DVI) et l'interface multimédia haute définition (HDMI).

L'émetteur incorpore un algorithme de codage évolué qui réduit les interférences électromagnétiques sur les fils de cuivre et permet le rétablissement de l'horloge (fréquence du flux de données), ce qui améliore la qualité de la transmission sur des câbles plus longs ou de moins bonne facture.
TMDS a été développé par Silicon Image Inc. en tant que membre du Digital Display Working Group.